# Hespagarista
Hespagarista là một chi bướm đêm thuộc họ Noctuidae.

## Các loài
- Hespagarista caudata Dewitz, 1879
- Hespagarista echione Boisduval, 1847